# كريس لوفتوس
كريس لوفتوس (بالإنجليزية: Chris Loftus)‏ هو لاعب كرة قدم أمريكي في مركز الهجوم، ولد في 20 أكتوبر 1984 في سبرينغفيلد في الولايات المتحدة. لعب مع نيو إنجلاند ريفولوشن.